# Libuše
Libuše (/ˈlɪbuʃɛ/ⓘ Libussa o Libushe, lat. Lubossa) es una antepasada mítica de la dinastía Přemyslida y del pueblo checo en su conjunto. Según la leyenda, fundó Praga en el siglo VIII.
Libuše se dice que era la hija del igualmente mítico gobernante checo Krok, y la menor de sus tres hijas, la sanadora Kazi y la maga Teta. Fue elegida por su padre como su sucesora, ejerciendo como una juez para su pueblo. Aunque demostró ser una sabia dirigente, la parte masculina de la tribu estaba disgustada de que su gobernante fuese una mujer. Pidieron a Libuše que eligiese un príncipe para el pueblo, y ella escogió a Přemysl de la aldea de Stadice. Encontraron a Přemysl y lo llevaron al palacio de la princesa. Así Přemysl pasó de labrador a gobernante. Él y Libuše se casaron y Libuše dio a luz a Nezamysl. Este fue el comienzo de la dinastía Přemyslida en el reino de Bohemia.
Libuše era la más sabia de las tres hermanas y profetizó la fundación de la ciudad de Praga desde su castillo de Libušín (más tarde sería conocido como Vyšehrad, según la leyenda).
La historia de Libuše y Přemysl fue relatada en detalle por Cosmas de Praga en su Chronica Bohemorum (c. XII).
La mítica figura de Libuše dio material para varias obras dramáticas, tales como una tragedia de Franz Grillparzer, una ópera de Bedřich Smetana y una novela de Miloš Urban.
Libuše es también el nombre de una comunidad checa en Rapides Parish, Luisiana.